# Florectisis rosetta
Florectisis rosetta is een zachte koraalsoort uit de familie Isididae. De koraalsoort komt uit het geslacht Florectisis. Florectisis rosetta werd in 1998 voor het eerst wetenschappelijk beschreven door Alderslade. 